# 魏英妃
昭順英妃，亦作魏英妃，魏氏，名失考。正五品錦衣衛帶俸正千戶魏㫤之女，明朝明穆宗隆慶帝朱載坖之妃。

## 生平
魏氏的出生及入宮時間均待考。隆慶四年（1570年）二月二十六日，隆慶帝派遣公朱希忠、侯吳繼爵、駙馬都尉許從誠、伯杜繼宗、李銘、陳景行持節，大學士李春芳、高拱、陳以勤、張居正、趙貞吉、尚書殷士儋捧冊，封魏氏為英妃，秦氏為淑妃，李氏為德妃，劉氏為莊妃，董氏為端妃，馬氏為惠妃。同年二月二十九日，隆慶帝諭兵部：「新封六妃父魏㫤、秦奉、李柰、劉賢、董雄、馬龯，俱授錦衣衞正千戶」。隆慶六年正月二十六日，隆慶帝批准皇親錦衣衛帶俸正千戶魏㫤等人的請求，各給其莊田三十頃，同年五月二十六日，隆慶帝駕崩。
萬曆三年（1575年）七月二十日，英妃魏氏薨逝，「輟講三日」，十月初六日，因英妃正式是日下葬而免朝。萬曆四年十一月，詔給「穆廟昭順英妃魏氏」贍墳地及墳戶。崇禎三年八月十七日，崇禎帝命祔葬穆廟容妃韓氏於昭順英妃之側，擇吉開隧與工。崇禎四年三月初三日，昭順英妃墳園開工，崇禎帝派遣尚書曹珍行禮

## 英妃冊文
《明穆宗莊皇帝實錄》隆慶四年二月甲子條所收錄的英妃冊文，節錄如下：
```
「二南正始，寔開麟趾之祥；六寢備官，允賴鷄鳴之助。眷惟邦媛，式是壺彝。匪頒位號之崇，曷示掖庭之則。爾魏氏，性鐘溫惠，行秉幽貞。夢燕葉符，夙謹珩璜之度；貫魚承寵，益遵圖史之規。克贊坤儀，宜敷渙渥。茲特遣使持節，封爾為英妃。於戲！翟茀以朝，既沐重霄之寵；彤管有煒，尚觀四德之成。」
```

## 備註
1. ↑  昭順英妃魏氏在其他史料中曾被誤寫為吳氏、許氏，例如《明諡紀彚編》欽定四庫全書本謂「昭順……穆廟英妃吳氏，萬𢟍」[1]，此姓氏的來源不詳，《明諡紀彚編》萬曆四十二年刻本記為「昭順……穆廟英妃［空］氏，萬曆」[2]。而《明書》曾謂「穆宗莊皇帝……英妃許氏，諡昭順」[3]，所載姓氏亦有誤。